# 瑪麗·莫里西
瑪麗·莫里西（英語：Mary Morrissey，1949年—）是一位美國新思想作家和國際和平活動家。她撰寫了《建設你的夢想田園》，講述了她的生活故事。她還撰寫了《不低於偉大》，一本關於創造和平的書籍。 2002年，她撰寫了《新思想：一種實用的靈性》。美國作家韋恩·戴爾稱她為「我們這個時代最有思想的老師之一」。
自年輕時期起，她便積極參與國際活動，並於1995年創立了全球新思想協會（Association for Global New Thought），並擔任其首任會長。1997年，她與甘地的孫子阿倫·甘地共同創立了國際非暴力季節組織（Season for Nonviolence）。截至2019年1月，非暴力季節被全球慶祝。

## 早年生活
瑪麗·莫里西於1949年5月在美國俄勒岡州比弗頓出生。她16歲時擔任班級副主席，但因愛上一位大學生並懷孕，被學校開除。生下孩子後，莫里西患上了腎病，並被告知只有六個月的壽命。她認為這是因為她年輕時生了孩子所致。

## 人道主義工作與活動
莫里西後來成為教師，並於1975年成為牧師。她開始在新思想、靈性成長和和平領域公開講話，並成為新思想團體的領袖，幫助在美國各地建立靈修中心。根據韋恩·戴爾的說法，是她的人性「打動」了人們。
作為1970年代美國第二波女性主義運動的一部分，莫里西與芭芭拉·馬克斯·哈伯德和珍·休斯頓一起創立了普遍人類協會（The Society for the Universal Human）。後來，她被邀請成為傑克·坎菲爾德創立的領導委員會（Leadership Council）成員之一。
莫里西與達賴喇嘛合作推動全球和平， 並在南非會見了納爾遜·曼德拉，並在工作中運用了他的和平教義。作為國際和平的活動家，她與阿倫·甘地共同創立了非暴力季節（Season for Nonviolence）。作為非暴力季節工作的一部分，莫里西應邀在聯合國發表關於結束暴力和國際和平議程的演講。非暴力季節在全球範圍內教授，包括學校和大學。

## 生活豐富中心
莫里西創立了俄勒岡州的生活豐富中心。 2004年，她與前夫公開表示負債，並請求原諒。 她同意支付政府超過1000萬美元以解決債務問題。莫里西後來與丈夫離婚，並在接下來的14年裡努力償還債務，最終於2018年完全償清。

## 書籍

### 《建設你的夢想田園》（1996）
《建設你的夢想田園》（Building Your Field of Dreams）講述了莫里西作為少年母親的困難經歷。 《出版者週刊》稱該書「真誠」（善良） 該書被自我發展社區接受， 韋恩·戴爾寫道，該書「閃閃發光」 作者蓋·亨德里克斯稱該書為「精神智慧的源泉」 《半島每日新聞》雜誌稱該書為「形而上學經典」 在他的書《存在的藝術》中，作家丹尼斯·梅里特·瓊斯寫道，《建設你的夢想田園》是對自我發展感興趣的讀者推薦的閱讀書目之一。 作家特絲·基恩在《煉金遺產》中寫道，《建設你的夢想田園》對於幫助她創建「願景板」非常重要。 作家賽奇·本尼特在《智慧行走》中寫道，莫里西的書可以幫助了解新思想。 《建設你的夢想田園》的西班牙語版本在靈性領域中也被廣泛認知。

### 《不低於偉大》（2001）
人際關係在莫里西的教學中非常重要，她談論了男性和女性角色。 多年來，莫里西為報紙和雜誌撰寫了許多關於人際關係的文章。 在她的書《不低於偉大：在不完美的關係中尋找完美的愛》（No Less Than Greatness: Finding Perfect Love in Imperfect Relationships）中，莫里西寫到了「建立關係」。 該書在全球範圍內教授。 作家加里·祖卡夫稱該書「實際且鼓舞人心」， 作家瑪麗安·威廉森寫道，該書「應該是每對夫妻的朋友」。 羅伯特·拉克羅斯在他的書《從離婚中學習》（Learning From Divorce）中推薦了《不低於偉大》。 作家丹尼斯·瓊斯在他2008年的書《存在的藝術》（The Art of Being）中也推薦了該書。

### 《新思想：一種實用的靈性》（2002）
莫里西在她的教學中引用了聖經中的句子， 以及塔木德、 道德經、 梭羅 等人的句子。為了以簡單的方式展示新思想運動，莫里西撰寫了《新思想：一種實用的靈性》（New Thought: A Practical Spirituality）。該書由企鵝出版社於2002年出版，由40位新思想領袖的短文組成。 該書被用於學術研究：在《替代心理治療》（Alternative Psychotherapies）一書中，讓·默瑟將其稱為理解「與靈性世界的互動」的關鍵書籍。 在瓊斯和巴特利特2009年的書《靈性、健康與治癒》（Spirituality, Health, and Healing）中，作者楊和庫普森寫道，莫里西的《新思想》對於理解新思想運動與新時代之間的區別非常重要，他們寫道「新思想不是新時代」。 許多研究書籍，包括牛津大學出版社的《現代瑜伽大師》（Gurus of Modern Yoga），都寫道莫里西的《新思想》書籍是幫助理解新思想團體的重要書籍。

### 其他著作
多年來，莫里西為報紙、 雜誌、 和書籍撰寫了許多文章。 她為《成功雜誌》撰稿。 她的書中的句子被國際雜誌 和書籍引用。 她的著作出現在自助書籍， 基督教教義書籍， 權利書籍， 工作書籍， 和幸福書籍中。 西蒙與舒斯特的《心靈雞湯》系列有時會用她的句子來開篇。
作為一名教師，她因啟發寫作多本書籍而受到尊敬，包括《有意識的心》（ The Conscious Heart）， 《存在的藝術》（The Art of Being）， 《激勵人生》（The Inspired Life）， 《小樂趣》（Small Pleasures）， 《奇蹟的十二個條件》（he Twelve Conditions of a Miracle）， 《從抑鬱中康復》（Healing from Depression）， 《積極能量》（Positive Energy）， 《愛你人生的九十秒》， 《徹底改變》（To Hell and Back）， 等書籍。 根據艾倫·科恩的書《以禱告處理》（Handle With Prayer），莫里西的寫作風格使她成為「新思想運動中最受尊敬的牧師之一」。 她的教義出現在世界各地的書籍中。 她在俄羅斯 和遠東地區也受到尊敬，她的教義在印尼 和中國傳授。

## 媒體露面
在廣播中，莫里西利用廣播「改變世界」。 她錄製了多個音頻節目，包括與鮑勃·普羅克特合作的《被遺忘的十一條法律》（The Eleven Forgotten Laws）。
她出現在美國公共廣播電視公司兩小時的特別節目《建設夢想》（Building Dreams）中，該節目基於她的書《建設你的夢想田園》。 她的節目在包括NBC在內的多個頻道播出。 在電影方面，她是靈性電影的早期支持者， 並在多部紀錄片中出現。2005年，她出現在《摩西密碼》（The Moses Code）中。 2007年，她出現在《生活的光輝》（Living Luminaries）中。 該電影被列為製作最精良的靈性紀錄片之一。 2009年，她參與了電影《超越秘密》（Beyond the Secret），與萊斯·布朗一同出演。 2010年，她出現在電影《發現禮物》中，與達賴喇嘛一同出演。 同年，她還出現在電影《內在重量》（The Inner Weigh）中。 2014年，她出現在《心之旅》（Sacred Journey of the Heart）中， 該片贏得了2014年國際環境、健康和文化電影節的「最佳影片」獎項。
她在2016年的TEDx演講《轉化夢想為現實的隱藏密碼》在YouTube上獲得了超過百萬次觀看。

## 批評
在他的書《影子醫學：傳統和替代療法中的安慰劑》（Shadow Medicine: The Placebo in Conventional and Alternative Therapies）中，約翰·S·哈勒警告說，像瑪麗·莫里西這樣的教義不應被視為常規醫學的替代品。

## 延伸閱讀
- Building Your Field of Dreams, Mary Morrissey, Random House, 1996. ISBN 978-0-553-10214-7[13]
- No Less Than Greatness, Mary Morrissey, Random House, 2001. ISBN 978-0-553-10653-4[132]
- Morrissey, Mary Manin. . Penguin. 2003. ISBN 978-1-58542-142-8.
- Shelton, Mary Murray. . Tarcher. 2000. ISBN 978-1-58542-003-2.
- Lichtenstein, Demian; Aziz, Shajen Joy. . Random House. 2011. ISBN 978-1-4464-8936-9.
- Women of Spirit, Katherine Martin, Mary Morrissey (contributor), New World Library, 2010. ISBN 978-1-57731-823-1[133]
- Belmessieri, Debbie. . BalboaPress. 2011. ISBN 978-1-4525-3525-8.
- Chocolate for a Woman's Soul, Kay Allenbaugh, Mary Morrissey (contributor), Simon and Schuster, 2012. ISBN 978-1-4767-1452-3[69] (also in Spanish)[69]
- Fearless Women: Visions of a New World, Mary Ann Halpin, Mary Morrissey (contributor), Greenleaf Book Group, 2012. ISBN 978-0-9851143-0-5.[134]
- Lerner, Helene. . Simon and Schuster. 2012. ISBN 978-1-58270-270-4.
- Brooks, Evelyn Roberts. . Balboa Press. 2014. ISBN 978-1-4525-8665-6.
- Quantum Success, Christy Whitman, Mary Morrissey (contributor), Simon and Schuster, 2018 (pp. 17–23). ISBN 978-1-5011-7902-0.[135]